# Seversk
Seversk (em russo:  Се́верск) é uma cidade fechada no Oblast de Tomsk, na Rússia, a cerca de 15 quilómetros a noroeste de Tomsk nas margens do Rio Tom em 56° 37′ N, 84° 50′ L.  População: 109.106 (2002).  Fundada em 1949, a cidade teve o nome de Pyaty Pochtovy (Пя́тый Почто́вый) até 1954 e Tomsk-7 (Томск-7) até 1992.
Seversk tem diversos reactores nucleares e indústrias químicas para a separação, enriquecimento e reprocessamento de urânio e plutónio. Armas nucleares foram aí produzidas.
Era uma cidade secreta da União Soviética até ao decreto de Boris Ieltsin em 1992 que permitia a essas cidades usar os seus antigos nomes. Até aí não surgia em nenhum mapa.
A cidade continua com o estatuto de cidade fechada, só podendo ser visitada a convite.
Um grande acidente nuclear ocorreu um Seversk em 6 de abril de 1993, quando um tanque contendo uma solução fortemente radioactiva explodiu.